# Oligia fraudulenta
Oligia fraudulenta là một loài bướm đêm trong họ Noctuidae.